# Tomáš Chytil
Tomáš Chytil (ur. 1977 w Kojetínie) – czeski duchowny protestancki, biskup diecezji ołomunieckiej Czechosłowackiego Kościoła Husyckiego od 2020 roku. 

## Życiorys
W latach 1997–2003 studiował na Husyckim Wydziale Teologicznym Uniwersytetu Karola. Podczas studiów pracował w parafii na Vinohradach w Pradze. 25 października 2003 roku przyjął święcenia kapłańskie w swoim rodzinnym mieście, następnie rozpoczął pracę duszpasterską w Svinovie. W 2004 roku został proboszczem tamtejszej parafii, a rok później został także administratorem parafii w Polance nad Odrou.
W 2020 roku został wybrany biskupem diecezji ołomunieckiej CČSH.

## Życie prywatne
Jest żonaty, ma dwoje dzieci.